# Zesentwintig (munt)
De zesentwintig is een voormalige Nederlandse zilveren muntsoort ter waarde van 26 stuivers. Dit was de helft van de waarde van de Zeeuwse rijksdaalder (52 stuivers) en in guldens uitgedrukt had de zesentwintig een waarde van ƒ 1,30. Deze muntsoort circuleerde nog zeker tot in de eerste helft van de negentiende eeuw, ruim nadat de 'metrische' gulden (van 100 cent) al was ingevoerd.